# Frazione egizia
In matematica, una frazione egizia (o egiziana) è una frazione scritta sotto forma di somma di frazioni unitarie cioè con numeratore unitario; quindi del tipo:
{\displaystyle {\frac {1}{a_{1}}}+{\frac {1}{a_{2}}}+\ldots +{\frac {1}{a_{n}}},}
con {\displaystyle n} intero positivo e {\displaystyle a_{1},a_{2},\ldots ,a_{n}} interi positivi a due a due distinti.
Ogni frazione può essere espressa come frazione egizia, il cui nome deriva appunto dal fatto che questa notazione veniva usata dagli egizi, ai quali permetteva di semplificare i calcoli, dato il loro sistema di numerazione.

## Esempio
Per esempio, la frazione {\textstyle {\frac {3}{4}}} scritta sotto forma di frazione egizia:
{\displaystyle {\frac {3}{4}}={\frac {1}{2}}+{\frac {1}{4}}.}

## Studi sulle frazioni egizie

### Antico Egitto
La notazione egiziana per quanto riguarda le frazioni si è sviluppata nel Medio Regno dell'Egitto, come alterazione della precedente notazione numerica dell'antico Egitto. La prima apparizione di questo tipo di frazioni si ebbe in cinque antichi papiri, tra cui il papiro di Mosca; mentre metodi verificati per scrivere le frazioni egizie comparvero per la prima volta nel Papiro di Rhind. Quest'ultimo include una tabella di espansioni delle frazioni egizie di tipo {\textstyle {\frac {2}{n}}}; oltre che 84 problemi la soluzione dei quali è scritta sotto forma di frazione egizia.
Moderni storici della matematica hanno studiato questi papiri tentando di definire i metodi usati nell'antichità per calcolare queste frazioni: è stato così scoperto che le espansioni utilizzate possono essere espresse sotto forma di uguaglianze algebriche, anche se si usavano metodi differenti a seconda del tipo di denominatore della frazione di partenza. Ad esempio, per denominatori primi dispari (poi resi pari e semplificati):
{\displaystyle {\frac {2}{11}}={\frac {2}{11+1}}+{\frac {2}{11(11+1)}}={\frac {1}{6}}+{\frac {1}{66}}}
{\displaystyle {\frac {2}{p}}={\frac {2}{p+1}}+{\frac {2}{p(p+1)}}.}
Mentre per denominatori che potevano essere fattorizzati:
{\displaystyle {\frac {2}{15}}={\frac {2}{5\cdot 3}}={\frac {1}{\frac {(5+1)3}{2}}}+{\frac {1}{\frac {(5+1)5\cdot 3}{2}}}={\frac {1}{9}}+{\frac {1}{45}}}
{\displaystyle {\frac {2}{p\cdot q}}={\frac {1}{\frac {(p+1)q}{2}}}+{\frac {1}{\frac {(p+1)pq}{2}}}.}
Oppure
{\displaystyle {\frac {2}{15}}={\frac {2}{5\cdot 3}}={\frac {1}{5\cdot {\frac {5+3}{2}}}}+{\frac {1}{3\cdot {\frac {5+3}{2}}}}={\frac {1}{20}}+{\frac {1}{12}}\,}
{\displaystyle {\frac {2}{p\cdot q}}={\frac {1}{p\cdot {\frac {p+q}{2}}}}+{\frac {1}{q\cdot {\frac {p+q}{2}}}}.}
È da osservare che nessuno dei due procedimenti elencati fornisce la combinazione per {\textstyle {\frac {2}{15}}} così come appare nella tabella riportata dal Papiro di Rhind. Lo scriba, infatti, potrebbe aver privilegiato la seguente relazione già nota e utilizzata dagli egiziani (vedi Carl B. Boyer - Storia della Matematica):
{\displaystyle {\frac {2}{15}}={\frac {2}{3}}\cdot {\frac {1}{5}}={\frac {1}{10}}+{\frac {1}{30}}}
{\displaystyle {\frac {2}{3}}\cdot {\frac {1}{p}}={\frac {1}{2p}}+{\frac {1}{6p}}.}

### Medioevo
La notazione egizia continuò ad essere usata anche nella Grecia antica e nel medioevo. Un importante testo medievale sull'argomento è contenuto nel Liber abaci (1202) di Leonardo Fibonacci. Esso ci dà alcune informazioni sull'uso di questo tipo di notazione, e introduce alcuni argomenti importanti anche per gli studi moderni. Il testo contiene anche alcune indicazioni su come trasformare le frazioni in frazioni egizie. Ad esempio, quando il denominatore è un numero pratico, si può dividere il numeratore nella somma di due divisori del primo. Il Liber abaci include tavole di espansione per i numeri pratici 6, 8, 12, 20, 24, 60 e 100. Quindi, con a e b numeri naturali e con c e d divisori di b, si ha:
{\displaystyle {\frac {7}{12}}={\frac {4}{12}}+{\frac {3}{12}}={\frac {1}{3}}+{\frac {1}{4}}}
{\displaystyle {\frac {a}{b}}={\frac {c}{b}}+{\frac {d}{b}}.}
Un altro metodo segnalato da Fibonacci, applicabile quando il denominatore è un multiplo del numeratore diminuito di una unità:
{\displaystyle {\frac {4}{11}}={\frac {4}{4\cdot 3-1}}={\frac {1}{3}}+{\frac {1}{3(4\cdot 3-1)}}={\frac {1}{3}}+{\frac {1}{33}}\,}
{\displaystyle {\frac {a}{ab-1}}={\frac {1}{b}}+{\frac {1}{b(ab-1)}}.}
Sono descritti anche metodi algebrici applicabili nel caso il denominatore sia un multiplo del numeratore diminuito di due, tre, quattro unità.

### Moderna teoria dei numeri
Matematici moderni hanno studiato diversi problemi relativi alla frazioni egizie, ad esempio su come limitare la lunghezza dei denominatori più grandi o su come trovare le espansioni relative a forme speciali di frazione.
- La congettura di Erdős–Graham, nella teoria dei numeri, asserisce che se l'insieme di numeri interi maggiori di 1 è diviso in un numero finito di sottoinsiemi, allora uno di questi sottoinsiemi può essere utilizzato per formare una frazione egizia uguale ad uno. Se i numeri naturali sono suddivisi in r > 0 sottoinsiemi disgiunti, allora almeno uno di essi contiene un sottoinsieme S tale che:

{\displaystyle \sum _{n\in S}{\frac {1}{n}}=1}
La congettura prevede anche che l'insieme S possa essere limitato a interi non maggiori di br, per una costante b tale che e ≤ b ≤ e167 000 e r abbastanza grande. La congettura è stata dimostrata nel 2003 dal matematico inglese Ernie Croot.
- Il problema di Znám è collegato alle frazioni egizie, in particolare lo è il caso

{\displaystyle \sum {\frac {1}{x_{i}}}+\prod {\frac {1}{x_{i}}}=1.}
- Le frazioni egizie normalmente richiedono che i denominatori siano tutti diversi, ma questo requisito può essere eliminato per permettere denominatori uguali tra loro. Questo tipo di definizione non permette però di costruire frazioni egizie di minor lunghezza per ogni numero. Comunque è possibile trasformare una frazione egizia con denominatori ripetuti in una classica, con una formula del tipo

{\displaystyle {\frac {1}{3}}+{\frac {1}{3}}={\frac {1}{3}}+{\frac {1}{3+1}}+{\frac {1}{3(3+1)}}={\frac {1}{3}}+{\frac {1}{4}}+{\frac {1}{12}}}
{\displaystyle {\frac {1}{a}}+{\frac {1}{a}}={\frac {1}{a}}+{\frac {1}{a+1}}+{\frac {1}{a(a+1)}}.}
- Graham, nel 1964, definì quali numeri possono essere espressi sotto forma di frazione egizia con denominatori elevati alla n. In particolare, con n = 2, il matematico trovò che un numero razionale q può essere espresso come somma di frazioni con esponenti quadratici se e solo se esso è compreso nell'intervallo

{\displaystyle \left[0,{\frac {\pi ^{2}}{6}}-1\right)\cup \left[1,{\frac {\pi ^{2}}{6}}\right).}
- L'espansione di Engel, anche detta prodotto egiziano, è un particolare tipo di frazione egizia dove ogni denominatore è multiplo di quello precedente:

{\displaystyle {\frac {a}{b}}={\frac {1}{k}}+{\frac {1}{n\cdot k}}+{\frac {1}{n\cdot (mk)}}+\cdots .}

## Problemi aperti
Ancora oggi rimangono irrisolti alcuni problemi riguardanti le frazioni egizie. La più nota è
- la congettura di Erdős–Straus che considera la più corta espansione possibile per quanto riguarda le frazioni di tipo {\textstyle {\frac {4}{n}}}. In particolare, l'espansione

{\displaystyle \forall n\in \mathbb {N^{*}} \qquad {\frac {4}{n}}={\frac {1}{a}}+{\frac {1}{b}}+{\frac {1}{c}}.}
È stata verificata per tutti gli n < 1014, ma non vi è ancora la certezza matematica del valore di verità di questa congettura.